# 住筒虫科
住筒虫科（学名：Fritillariidae）为尾海鞘纲的一个科。此科的模式属为住筒虫属（Fritillaria）。

## 名称
住筒虫科的拉丁学名Fritillariidae取自其模式属住筒虫属（Fritillaria），后者来自拉丁语（“骰子盒”）。

## 下级分类
本科包括以下属：
- Appendicularia Chamisso & Eysenhardt, 1821
- Appendicularia Fol, 1874
- 住筒虫属 Fritillaria Fol, 1872
- Tectillaria Lohmann, 1926